# Eva Ernström
Eva Ernström, född 2 september 1961, död 8 november 2017, var en svensk friidrottare (medel- och långdistanslöpare) som tävlade för klubbarna Väsby IK och Turebergs IF. Hon utsågs år 1984 till Stor Grabb/tjej nummer 341.
Hon drabbades av sjukdom och lade ner sin aktiva idrottskarriär. Vid 27 års ålder fick hon diagnosen schizofreni. Eva Ernström är begravd på Fresta kyrkogård.  

## Personliga rekord
- 800 meter - 2.08,77 (Kvarnsveden 23 augusti 1980)
- 1 000 meter - 2.55,63 (Sollentuna 26 juli 1988)
- 1 500 meter - 4.13,92 (Stockholm 7 juli 1980)
- 1 engelsk mil - 4.47,5 (San Diego 30 april 1982)
- 2 000 meter - 5.57,48 (San Diego 30 april 1982)
- 3 000 meter - 8.51,91 (Helsingfors 4 augusti 1988)
- 5 000 meter - 15.34,76 (Oslo 9 juli 1983)
- 10 000 meter - 32.51,59 (Oslo 5 juli 1986)
- Halvmaraton - 1:19.03 (Tokyo 16 januari 1986)
- Maraton - 2:44.40 (Tokyo 16 januari 1986)